# IC 2573
IC 2573 — галактика типу SBcd () у сузір'ї Насос.
Цей об'єкт міститься в оригінальній редакції індексного каталогу.